# 5815 Shinsengumi
5815 Shinsengumi è un asteroide della fascia principale. Scoperto nel 1989, presenta un'orbita caratterizzata da un semiasse maggiore pari a 3,1876982 UA e da un'eccentricità di 0,0402714, inclinata di 22,83344° rispetto all'eclittica.
L'asteroide 1989 AH ricevette erroneamente la designazione 5819 Shinsengumi che venne poi corretta nell'attuale.
L'asteroide è dedicato all'omonimo corpo di polizia giapponese istituito negli ultimi anni dello shogunato Tokugawa.